# Оланда, Антониу де
Анто́ниу де Ола́нда (порт. António de Holanda) — нидерландский художник-миниатюрист эпохи раннего Возрождения, то есть начала XVI века на западе Пиренейского полуострова, проведший долгие годы в Португалии.

## Передача имени
Вариант передачи имени Антоний Голландский, как перевод на русский язык, не зафиксирован источниками. Среди отечественных авторов о миниатюристе писала только Т. П. Каптерева в своего рода единственной и фундаментальной монографии «Искусство Португалии» (1990), где использовала вариант транскрипции Антонио де Оланда. Но, согласно португальско-русской практической транскрипции, конечное безударное o португальского языка передаётся русской буквой «у»: Антониу.

## Творчество
О жизненном пути Антониу де Оланда сохранились крайне скудные сведения. Точные даты и места рождения и смерти остаются не выясненными. Предполагается, что художник родился между 1480 и 1500 годами, а умер между 1553 и 1571 годами, поскольку его сын, Франсиско (Франсишку) де Оланда, писал, что в 1571 году его отца уже не было в живых. Судя по прозванию, ставшему со временем фамилией, происходил из Голландии. Из сообщений Франсишку де Оланда известно, что он родился в 1517 году в Лиссабоне, из чего следует, что в то время его отец также мог находиться в том городе. Со временем слава сына затмила известность отца. Первое документальное свидетельство об Антониу де Оланде относится к 1518 году, когда Мануэл I возвёл его в ранг придворного художника, который обозначается термином порт. passavante или англ. pursuivant и стоит ниже герольда. При правлении следующего португальского короля Жуана III данный пост сохранился за Оландой.

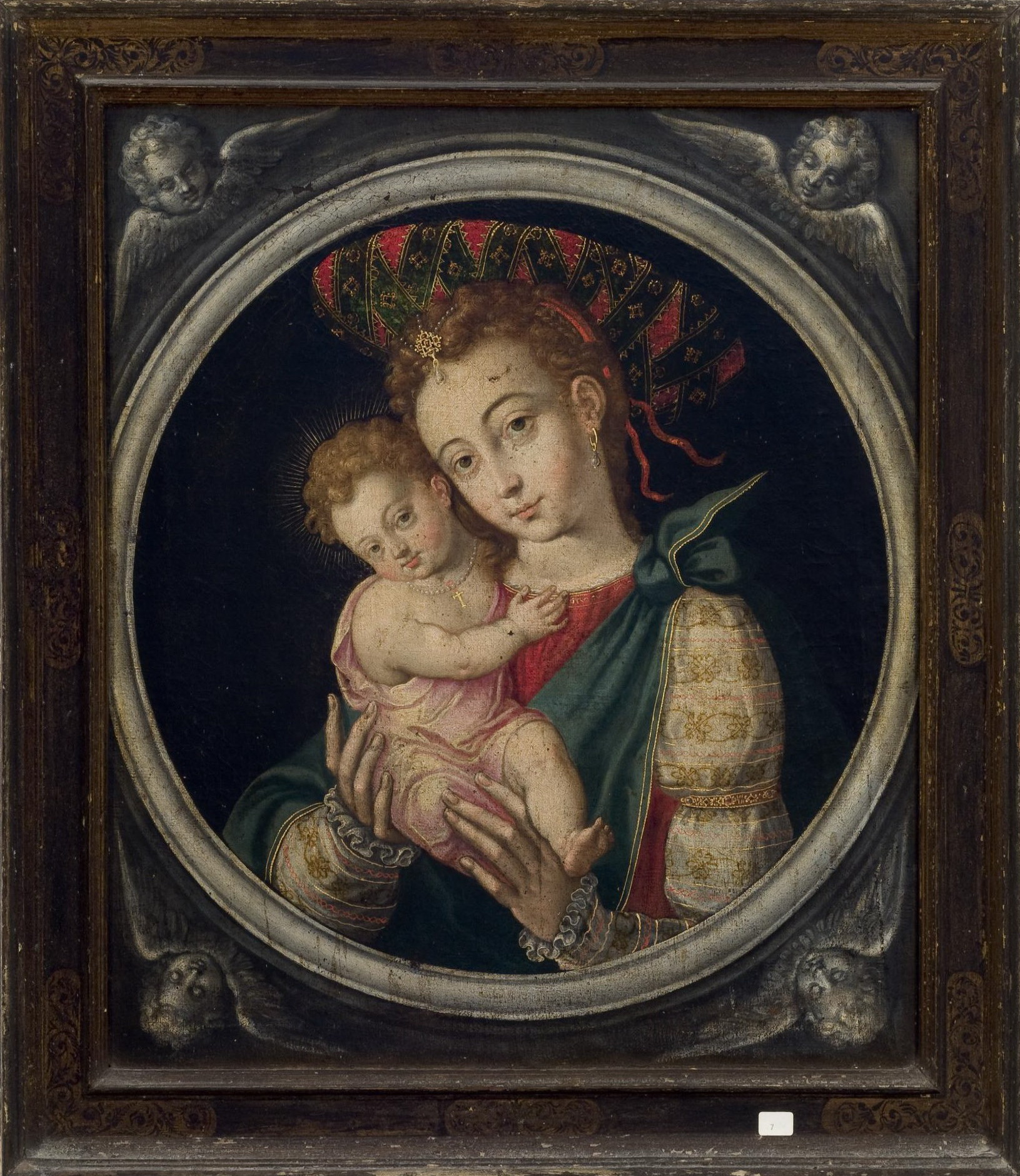
Изабелла Португальская с будущим королём Испании Филиппом II

Бо́льшая часть наследия Антониу де Оланды не сохранилась. О существовании некоторых его произведений до нас дошли лишь документальные свидетельства. В сохранившихся же работах ощущается натуралистический дух Нидерландов без признаков эстетики Возрождения, который Т. П. Каптерева определила другими словами: «Позднеготическая португальская миниатюра возникла и развилась под влиянием традиций самой крупной и известной из европейских школ — франко-фламандской школы миниатюры XVI века». Роскошное украшение книг эпохи мануэлино выросло на почве средневековья, но также вобрало в себя веяния нового времени. По мнению Каптеревой, Антониу де Оланда продолжил традиции Александра Бенинга, к которым также относился и выдающийся минитюарист Симон Бенинг, но к тому времени искусство миниатюры изжило себя и расценивается современными искусствоведами как анахронизм. Художник долгие годы работал в Португалии (1518—1557), где составлял рисунки для гобеленов, иллюстрировал книги монастыря ордена Христа в Томаре (1539), а в Толедо написал портрет Карла V. В Португалии был первым миниатюристом, применившим позолочение чёрно-белых рисунков. Оланда находился в Португалии в то время, когда там были значительно распространены иллюминированные рукописи. В начале XVI века в Португалии миниатюрами иллюстрировались геральдические кодексы, сборники архивных документов и королевских ордонансов, карты и морские атласы. В этих областях работал Антониу де Оланда.
В 1530-х годах в Эворе, где тогда располагался королевский двор Жуана III, Антониу де Оланда работал бок о бок с ещё одним иллюминатором нидерландского происхождения — Яном Рюйшем (точнее Рёйс? Jan Ruysch).
С 1504 по 1552 году создавался свод переписанных заново и иллюминированных королевских указов «Новое чтение» (порт. Leitura Nova, также «Лейтура нова»). «Огромный свод из 60 томов, охвативший всю историю португальского государства, украшали 43 фронтисписа. Большие композиции строго следовали единой схеме: трёхчастное деление листа, в центральном поле, в рамке, — текст, увенчанный именем монарха, при котором создавался данный документ (дон Мануэл, дон Жоан), выше — герб королевства, поддерживаемый ангелом или ангелами, по сторонам — браслетчатые сферы; поля заполнены орнаментом. Сохранение в миниатюрах этой единой схемы в течение долгих лет, отразивших изменение вкусов и идеалов португальского общества, представляет наглядную возможность проследить развитие искусства страны в первой половине XVI века». Многоаспектный научный анализ фронтисписов свода провела французская исследовательница Сильви Деварт. «Первая серия начала XVI столетия принадлежала Антонио де Оланде, создателю чёткой композиционной схемы, торжественного декоративного образа, который утверждал идею богоизбранности и всевластности португальской короны в лице Мануэла I и вместе с тем был полон наивной привлекательности, простоты, душевной ясности в восприятии мира. Миниатюры этой серии, используя нидерландскую традицию, активно включали в свою изобразительную систему символику и мотивы мануэлино. В последующих сериях проявились иные тенденции».
В 1541 году художник был приглашён в Толедо, где также должен был работать над портретом наследника испанской короны Филиппа II и его матери, Изабеллы Португальской, сестры португальского короля Жуана III.

## Работы

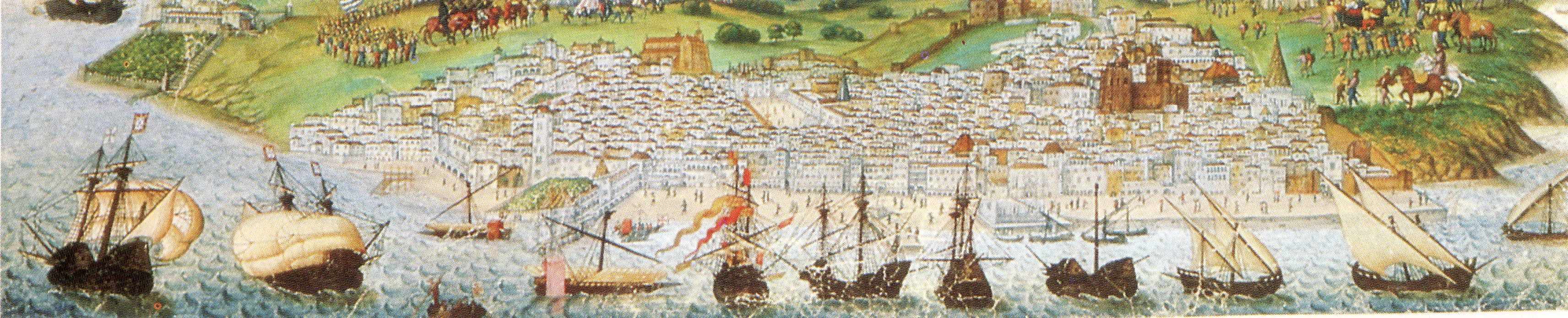
Вид Лиссабона в 1530 году в соавторстве с Симоном Бенингом, миниатюра из «Генеалогии дона Фернанду»

- «Атлас Миллера» (1515/1516) — по предположению исследователей, карты иллюминировал Антониу де Оланда. В 1994 году в «Журнале Национальной библиотеки Франции» был опубликован текст, представленный в 1993 году на XV Международной конференции по истории картографии в Чикаго (США), подтвердивший авторство иллюминатора Антониу де Оланды по исполнению художественного оформления «Атласа Миллера»[10]
- Вид Лиссабона с замком Святого Георгия из манускрипта «Хроника Афонсу Энрикеша»[3], около 1520
- «Часослов Жуана III[порт.]» (порт. Livro de Horas de D. João III, лат. Horae Beatae Maria Virginis), хотя даже в настоящее время, несмотря на изменение названия, продолжает именоваться «Часословом Мануэла I»[3]. Предполагается, что над этим часословом работали три художника: Антониу де Оланда, Грегориу Лопеш и Криштован де Фигейреду[11]. С 1915 года находится в Национальном музее старинного искусства, Лиссабон. Составлен между 1517 и 1538 годами (согласно сведениям Каптеревой, 1517—1518[4]), содержит 303 листа пергамента и 58 миниатюр на весь лист.
- «Генеалогия королей Португалии» в соавторстве с Симоном Бенингом, хранится в Британском музее[3]

Два указанные ниже источника относятся к книгам песнопений с музыкальной нотацией, в которых Оланда иллюминировал по одному листу:
- Gradual Temporal de Nossa Senhora do Paraíso de Évora (Livro de coro 137, fol. 47, 1536?)[12]
- Antiphonaire temporel (Livro de coro 139, fol. 1, около 1539)[12]